# Hirschgrund (Naturschutzgebiet)
Koordinaten: 51° 2′ 42″ N, 10° 48′ 17″ O
Das Naturschutzgebiet Hirschgrund liegt im Landkreis Gotha in Thüringen. Es erstreckt sich westlich des Kernortes der Gemeinde Gierstädt. Westlich des Gebietes liegt der maximal 413 m ü. NHN hohe Höhenzug Fahner Höhe.

## Bedeutung
Das 62,8 ha große Gebiet mit der NSG-Nr. 42 wurde im Jahr 1961 unter Naturschutz gestellt.